# Muin al-Din Muhammad
Muin al-Din Muhammad o en turc Muineddin Mehmed Bey (vers 1250-1296) fou amir de Sinope i Tokat. El seu pare fou Muin al-Din Sulayman més conegut per "Pervâne" del càrrec que exercia al Soldanat de Rum i que va donar nom a la dinastia (pervanèides). La mare era la princesa georgiana Thamar (nom turc Gürcü Hatun) filla de la reina Russudan de Geòrgia, que havia estat (abans de casar-se amb Pervâne) l'esposa del sultà Kaykhusraw II.
A la primavera del 1277 el sultà mameluc Bàybars I va penetrar al sultanat seljúcida, amb una certa cooperació de Muin al-Din Sulayman Pervâne que esperava desempallegar-se de la tutela mongola. El 18 d'abril de 1277 Bàybars va derrotar l'exèrcit mongol i dels beys d'Anatòlia a la batalla d'Elbistan. Pervâne qui manava el contingent seljúcida, va fugir cap a Tokat. Bàybars va entrar triomfalment a Kayseri (23 d'abril) i quan va saber que un exèrcit mongol manat pel mateix kan Abaqa havia sortit de Pèrsia en direcció a Anatòlia, va retornar a Síria. Muin al-Din Sulayman Pervâne, va anar a trobar a Abaqa a retre-li homenatge (juliol 1277), però després d'algunes vacil·lacions, Abaqa, que sospitava d'ell, el va fer executar (2 d'agost de 1277).
El seu fill Muin al-Din Muhammad (o Muineddin Mehmed Bey) que exercia el govern de Sinope, es va declarar independent i va inaugurar la dinastia dels pervanèides. Es va assegurar les possessions de la família a Sinope i Tokat i va seguir la política prudent del seu pare en relació als mongols.
Mehmed Bey va morir probablement el 1296, deixant els seus dominis al seu únic fill Muhazzebeddin Mesud (Muhadhdhib al-Din Masud).